# Chilomorpha longitarsis
Chilomorpha longitarsis är en skalbaggsart som först beskrevs av Thomson 1867.  Chilomorpha longitarsis ingår i släktet Chilomorpha, och familjen kortvingar. Arten är reproducerande i Sverige.